# Spartakus
Spartakus (†71 př. n. l.) byl podle římských a řeckých historiků otrok a gladiátor, který se stal vůdcem třetího neúspěšného povstání otroků ve starověkém Římě. Do současnosti se zachovalo jen velmi málo zmínek o Spartakovi, jeho životě a roli, jakou v povstání sehrál. Jeho osoba se stala silným motivem pro uměleckou tvorbu převážně v 19. století, kdy se zveličovaly jeho boje proti největšímu státnímu celku své doby, což bylo přijímáno s oblibou vzhledem k době národních uvědomování evropských národů.

## Vzpoura

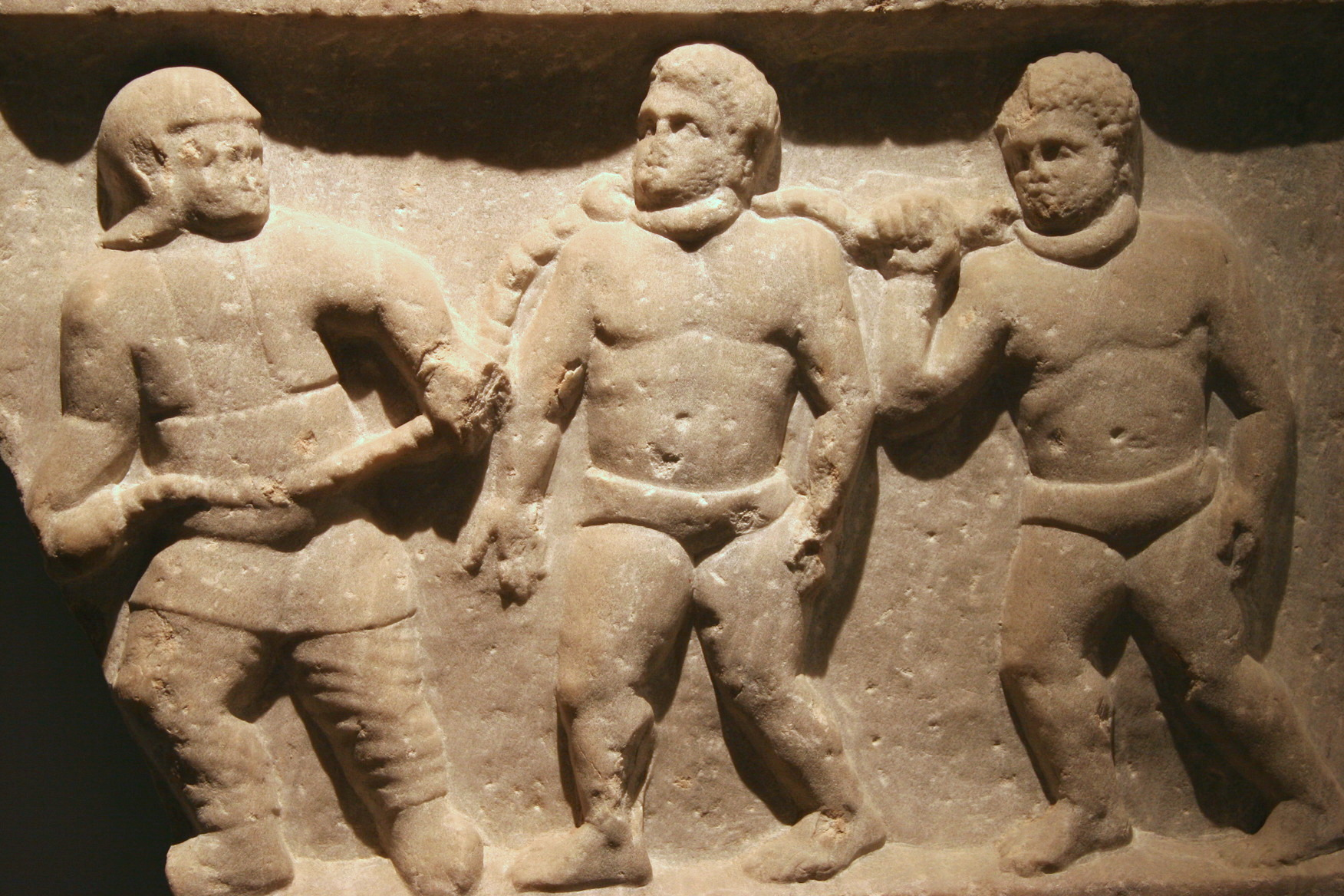
Spoutaní otroci v římské provincii Asie v dnešním Turecku

O jeho dětství není známo nic prokazatelného, i když řečtí historikové Appiános a Plútarchos předpokládají, že se Spartakus narodil v Thrákii v jihovýchodní Evropě. Upadl do otroctví zřejmě během bojů proti Římanům, či během služby v římské armádě. Pro to, že byl Spartakus původem Thrák, svědčí i to, že existuje několik dalších historicky doložených osob stejného či podobného jména pocházejících z Thrákie či jejího okolí.
Ať byl vzat do otroctví z jakéhokoliv důvodu, jeho další život se odehrával v gladiátorské škole nedaleko města Capua, kterou vlastnil římský senátor Lucius Marcius Phillippus. Zde se stala jeho agresivita pověstnou a již v prvním roce svého působení poranil pět doktorů, z nichž dva museli ukončit činnost. Poté, co zabil ve svém prvním souboji svého soupeře, byl „přeložen“ do další z Phillipových škol, kterou vedl Lentulus Batiatus. V roce 73 př. n. l. se Spartakus a přibližně 70 dalších gladiátorů vzbouřilo. Vyzbrojeni noži a několika ukořistěnými zbraněmi se vydali do kaldery na Vesuvu nedaleko dnešní Neapole. Skupina uprchlíků se začala pohybovat po okolí, rabovat, vypalovat římské statky a osvobozovat další otroky. K uprchlým gladiátorům a otrokům se snad přidávali i propuštění vojáci, ale jejich počet nelze dobře odhadnout. Extrémní odhady starověkých historiků, že Spartakova armáda měla až 120 000 mužů, jsou nepochybně přehnané. V té době bylo ovšem otroctví v římské společnosti silně rozšířeno, a tak se vzpoura stala vážnou hrozbou pro tehdejší zřízení.
Senát na vzpouru zareagoval vysláním vojenské jednotky pod vedením Claudia Glabera o síle přibližně 3 000 mužů. Římanům se povedlo obklíčit vzbouřence na sopce Vesuv, ale Spartakus se svými muži Římany oklamal, když nečekaně napadl jejich vojsko a porazil je. Během útoku byla pobita většina Římanů; zda padl i Glaber sám, není známo.[zdroj?]

## Další úspěchy
Spartakovy jednotky porazily další dvě římské legie, které proti němu byly vyslány ještě před zimou, kterou vojsko otroků strávilo výrobou zbraní na jižním pobřeží. Jeho skupina byla nesourodým spolkem mužů, žen, dětí a starců, kteří pocházeli ze všech pracovních postavení (rolníci, sluhové, gladiátoři atd.). V čele povstání vedle Spartaka stáli galští otroci Crixus, Oenomaus, Castus a Gannicus, jejichž záměry se podle historiků lišily. Na jaře vytáhlo Spartakovo vojsko směrem do Galie, kde by otroci dosáhli skutečné svobody. Vyděšený senát poslal dva konzuly (Lucia Gellia Publicolu a Gnaea Cornelia Lentula Clodiana), každého se dvěma legiemi, proti vzbouřencům.
Otroci galského a germánského původu pod vedením Crixa, kteří se od Spartaka odtrhli, byli poraženi Publicolou a jejich velitel byl zabit. Mezitím Spartakus porazil Lentula a následně i Publicolu v oblasti centrální Itálie. Poté vytvořil gladiátorské hry na počest Crixe, ve kterých bojovali zajatí Římané proti sobě. Tímto Spartakus připomněl gladiátorské hodnoty a uctil tak Crixovu památku. Jeho vojsko pak zamířilo na sever směrem k městu Mutina (dnešní Modena), kde se ubránilo další římské legii pod vedením Gaia Cassia Longina, guvernéra provincie Gallia Cisalpina (Předalpská Galie).

## Útok na Itálii
Spartakus původně nejspíše zamýšlel odejít s celou družinou do Galie, případně do Hispánie, kde by se mohl připojit ke vzbouřenému římskému vojevůdci Quintovi Sertoriovi. Nicméně z neznámých důvodů se rozhodl k opětovnému tažení do Itálie. Prameny tvrdí,[zdroj?] že podlehl spolubojovníkům, kteří chtěli pokračovat v drancování Itálie. Ať už stálo za rozhodnutím cokoliv, je to považováno za jeho velkou strategickou chybu, která nakonec vedla k jeho porážce. Jiná teorie říká, že část z jeho družiny (přibližně 10 000 lidí) se vydala směrem na sever, překročila Alpy a vrátila se do rodných oblastí a že jeho návrat na jih mohl sloužit jako krycí manévr pro tento postup.
Během postupu Itálií porazila jeho vojska další dvě legie, kterým velel Marcus Licinius Crassus, který byl tehdy nejbohatším mužem Říma. (V jeho vojsku mohl sloužit i mladý Gaius Julius Caesar, který byl v té době v hodnosti vojenského tribuna, ale není známo, na kterém z bojišť se v té době uplatnil.) Na konci roku 72 př. n. l. se Spartakus utábořil ve městě Rhegium (dnešní Reggio di Calabria), kde byl na začátku roku 71 př. n. l. obklíčen osmi legiemi v oblasti Kalábrie. Podle Plútarcha vyjednával s kilikijskými piráty, aby ho s 2 tisíci muži přeplavili na Sicílii, piráti ho ale nakonec podvedli. Údaj o dvou tisících mužů je ale možná blíže skutečné velikosti jeho vojska. Po zavraždění Quinta Sertoria povolal senát z Hispánie Pompeia s jeho vojskem a Luculla z Malé Asie, který vedl vojenské tažení proti tehdejšímu největšímu nepříteli Říma Mithridatovi VI. Pontskému.

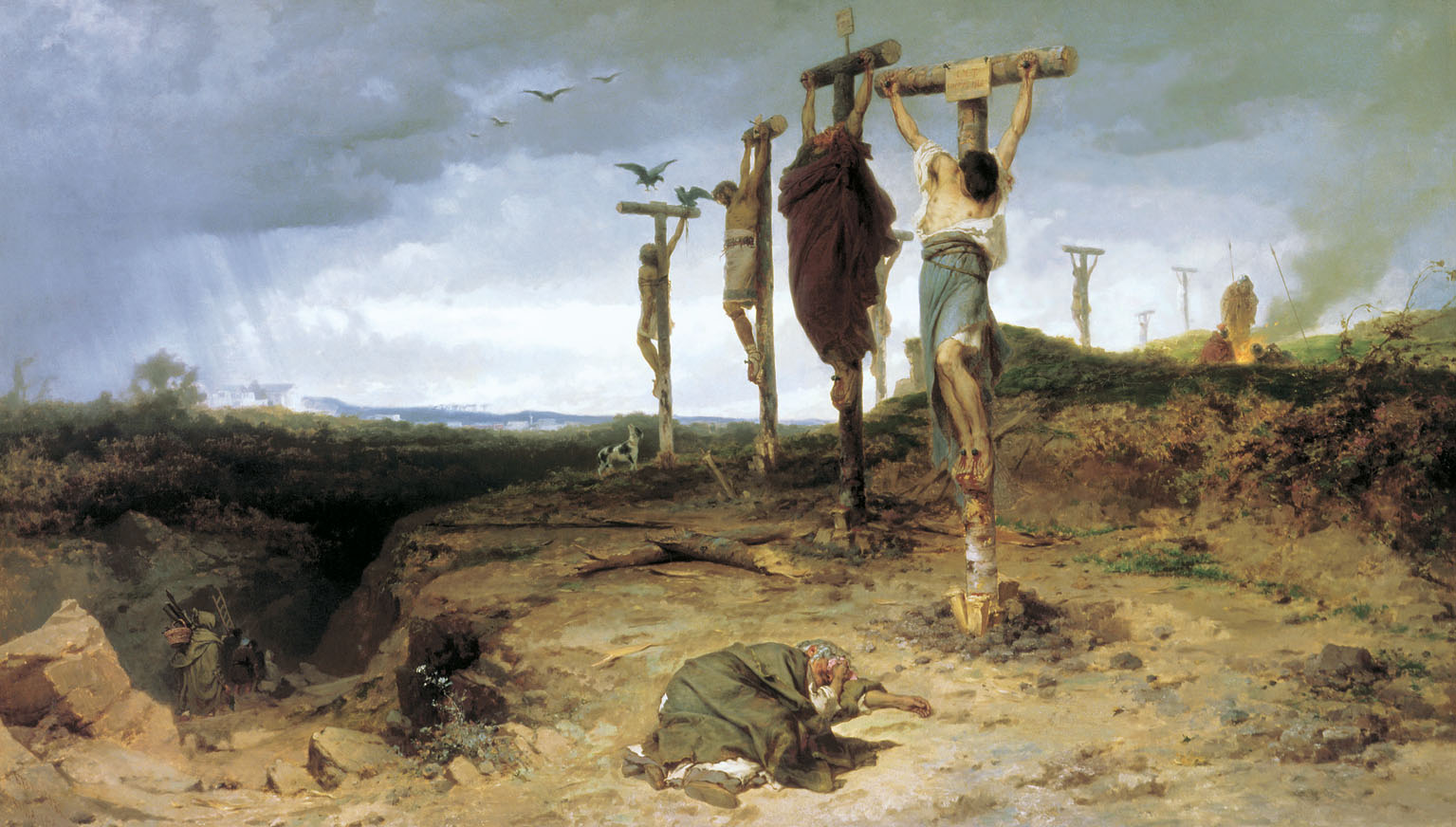
Ukřižovaní otroci

Spartakus se pokusil prorazit obklíčení, což se mu podařilo, a uprchl k městu Brundisium (dnešní Brindisi), jednotky pod vedením Crassa ho ale pronásledovaly až do Lukánie. Vzbouřenci pak svedli bitvu na řece Silarus, ve kterou prohráli a jejich armáda byla rozprášena. Po této bitvě Římané osvobodili přes 3 000 vojáků, kteří byli vězněni otroky.
6 000 zajatých Spartakových bojovníků bylo ukřižováno podél silnice Via Appia z města Capua do Říma, vzdáleného 132 římských mil (asi 200 km). Ukřižovaní nebyli nikdy z kříže sundáni, a tak zde bylo možno vidět množství křížů po dlouhá desetiletí jako výstrahu potenciálním následovníkům. Přibližně 5 000 otrokům se povedlo z obklíčení utéci a vydali se na sever, kde byli později zničeni Pompeiem, který se právě vracel z Hispánie. Spartakovo tělo nebylo nikdy nalezeno, takže lze spekulovat, zda byl zabit již během bitvy či jestli byl společně se svými muži ukřižován, případně zda se mu podařilo uprchnout.